# Dalang, Dongguan
Dalang (kinesiska: 大朗) är en köping i sydöstra  Kina.  Den ligger i staden Dongguan i provinsen Guangdong, omkring 71 kilometer öster om provinshuvudstaden Guangzhou. Antalet invånare är 310 889. Befolkningen består av 141 542 kvinnor och 169 347 män. Barn under 15 år utgör 8,0 %, vuxna 15-64 år 89 %, och äldre över 65 år 2,0 %.